# كونستانتين نوفوسيلوف
كونستانتين نوفوسيلوف (بالإنجليزية: Konstantin Novoselov)‏ (بالروسية: Новосёлов, Константин Сергеевич)‏ (23 أغسطس 1974 -)، عالم فيزياء روسي / بريطاني. حصل على جائزة نوبل في الفيزياء عام 2010 مناصفه مع أندري جيم وذلك لتجاربهما الرائدة في مادة القرافين.

## روابط خارجية
- كونستانتين نوفوسيلوف على موقع الموسوعة البريطانية (الإنجليزية)
- كونستانتين نوفوسيلوف على موقع مونزينجر (الألمانية)
- كونستانتين نوفوسيلوف على موقع إن إن دي بي (الإنجليزية)